# El Pont de Vilomara i Rocafort
El Pont de Vilomara i Rocafort (em catalão e oficialmente) ou Rocafort y Vilumara (em castelhano) é um município da Espanha na comarca de Bages, província de Barcelona, comunidade autónoma da Catalunha. Tem 27,65 km² de área e em 2021 tinha 4 016 habitantes (densidade: 145,2 hab./km²).

## Demografia
| Variação demográfica do município entre 1991 e 2004[carece de fontes?] | Variação demográfica do município entre 1991 e 2004[carece de fontes?] | Variação demográfica do município entre 1991 e 2004[carece de fontes?] | Variação demográfica do município entre 1991 e 2004[carece de fontes?] |
| ---------------------------------------------------------------------- | ---------------------------------------------------------------------- | ---------------------------------------------------------------------- | ---------------------------------------------------------------------- |
| 1991                                                                   | 1996                                                                   | 2001                                                                   | 2004                                                                   |
| 2230                                                                   | 2396                                                                   | 2688                                                                   | 2992                                                                   |